# Lyman (Utah)
Lyman ist ein Ort im Wayne County im US-Bundesstaat Utah. Er liegt an der SR24 (Stateroute). Das U.S. Census Bureau hat bei der Volkszählung 2020 eine Einwohnerzahl von 196 ermittelt.

## Geografie
Lyman liegt auf 38° 23' 46" Nord und 111° 35' 20" West. Nach Angaben den US Census Bureau (2000) bedeckt Lyman eine Fläche von 4,9 km² und liegt 2225 Meter über NN.

## Geschichte
Lyman wurde 1876 gegründet und hieß zuvor Wilmoth. Der Ortsname wurde in Andenken an den LDS-Apostel Francis Lyman geändert. Eine Gedenktafel erinnert an das erste Grab in Lyman. David Sabin Young starb 1878, der Vater von David --, Franklin Young, hat das Land an die Stadt gegeben, um einen öffentlichen Friedhof einzurichten.